# Ostatni dzwonek (film 1986)
Ostatni dzwonek – polski film obyczajowy Wojciecha Strzemżalskiego z 1986 roku.

## Obsada
Źródło:
- Barbara Sołtysik – Czesława Piątek
- Witold Dębicki – Szczęśniak
- Zbigniew Buczkowski – Sroka
- Stanisław Jaskułka – dyrektor urzędu skarbowego, przełożony Czesławy
- Ewa Konstanciak – Kryśka, dziewczyna Nowaka
- Jan Himilsbach – Zdzich Potocki
- Mieczysław Kobek – Nowak, dyrektor fabryki dywanów
- Ryszard Kotys – inżynier Wyrobek
- Alicja Cichecka
- Janina Borońska – pielęgniarka w izbie wytrzeźwień
- Jan Hencz – dziennikarz
- Grzegorz Heromiński – cinkciarz
- Halina Miller
- Andrzej Mrozek – dyrektor izby wytrzeźwień
- Zdzisław Rychter – klient izby wytrzeźwień
- Mariusz Pilawski
- Karol Stępkowski – wodzirej w restauracji
- Jacek Strzemżalski – pielęgniarz w izbie wytrzeźwień
- Barbara Więckowska
- Piotr Dejmek – mężczyzna na przyjęciu zaręczynowym; nie występuje w napisach
- Jerzy Zygmunt Nowak – pijak u Czesławy; nie występuje w napisach